# Betel, Puebla
Betel är en ort i Mexiko.   Den ligger i kommunen Tecamachalco och delstaten Puebla, i den sydöstra delen av landet, 160 km öster om huvudstaden Mexico City. Betel ligger 2 101 meter över havet och antalet invånare är 117.
Terrängen runt Betel är platt åt nordväst, men åt sydost är den kuperad. Runt Betel är det tätbefolkat, med 476 invånare per kvadratkilometer. Närmaste större samhälle är Tecamachalco, 7,9 km söder om Betel. Trakten runt Betel består till största delen av jordbruksmark.